# 앨버커키 국제 열기구 축제

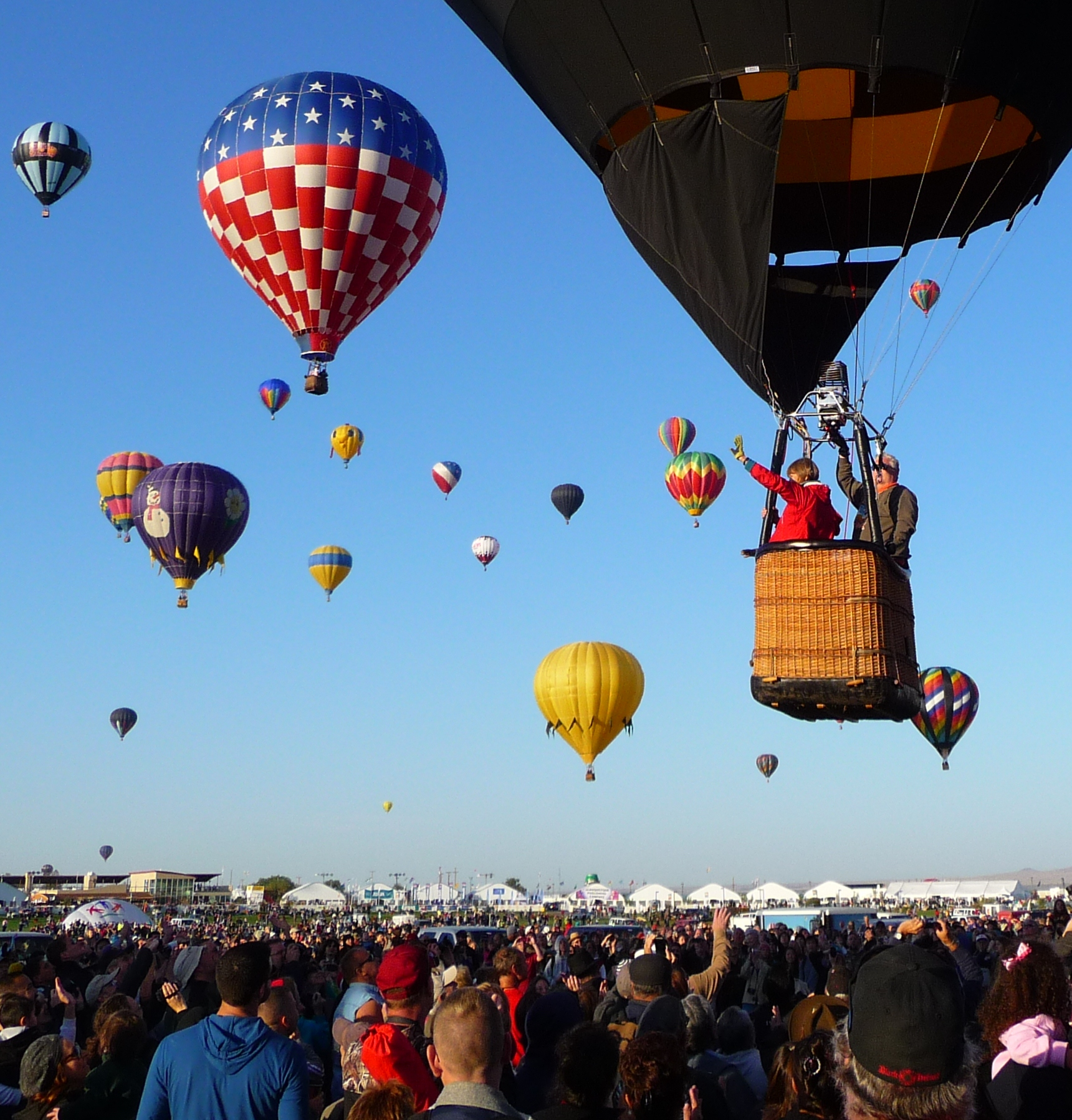
앨버커키 국제 열기구 축제 (2011년)

앨버커키 국제 열기구 축제(영어: Albuquerque International Balloon Fiesta 앨버커키 인터내셔널 벌룬 피에스타[*])는 매년 10월 9일 동안 미국 뉴멕시코주 앨버커키에서 개최되는 세계에서 가장 큰 국제 열기구 축제이다. 매년 600개에 가까운 열기구가 참여하며 축제가 열리는 공원은 앨버커키 시의 리오그란데 계곡에 자리 잡고 있다. 공원의 면적은 축구 경기장 54개에 해당되는 78에이커가 된다.

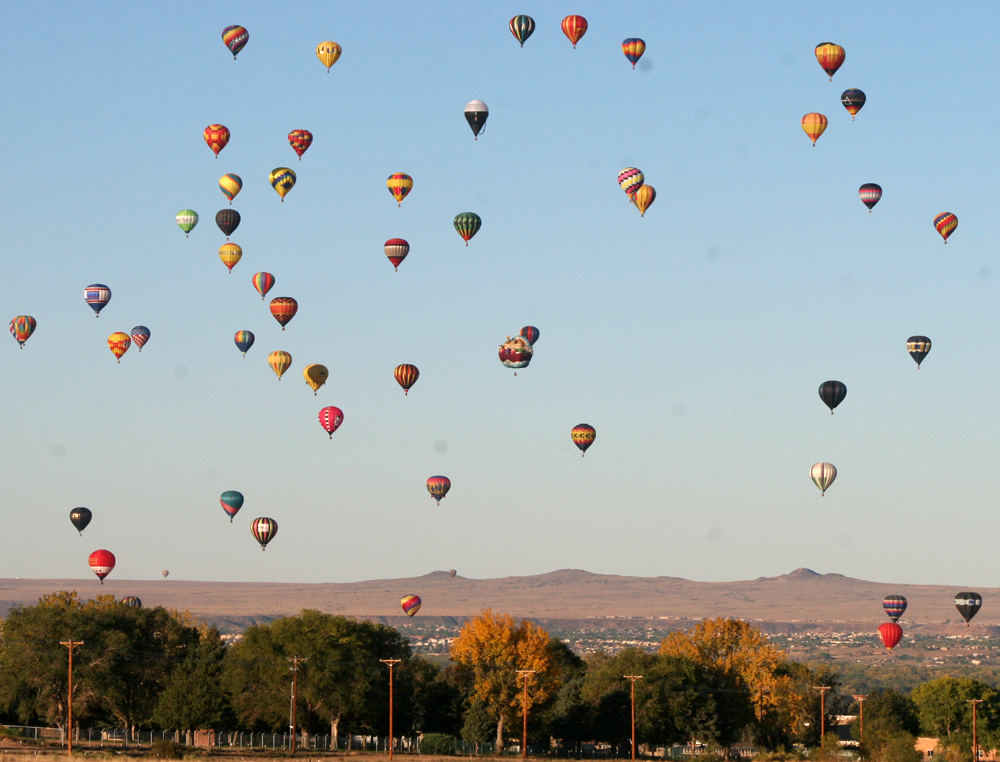
앨버커키 국제 열기구 축제 (2012년)

## 역사
1972년 앨버커키의 지방 방송국인 KOB 라디오가 설립 50주년을 기념하기 위해 13개의 열기구를 후원하여 열기구 행사를 4월에 가진것이 시작이 되어 점차 그 행사가 커지게 되었다. 2000년에는 1019개의 열기구가 참가하여, 가장 많은 열기구가 참여한 연도가 되었다. 2001년 행사 주최측에서는 양보다 질에 우선 순위를 두고 참가 열기구의 수를 750개로 제한하기로 했다. 2009년에 와서는 도시가 커짐에 반비례하여 열기구의 착륙에 필요한 땅이 점점 축소되어 참가 가능한 열기구의 수를 다시 600개로 제한하게 되었다. 2012년 10월에 열린 축제 참가 열기구는 550개이며 19개국이 참가했다.

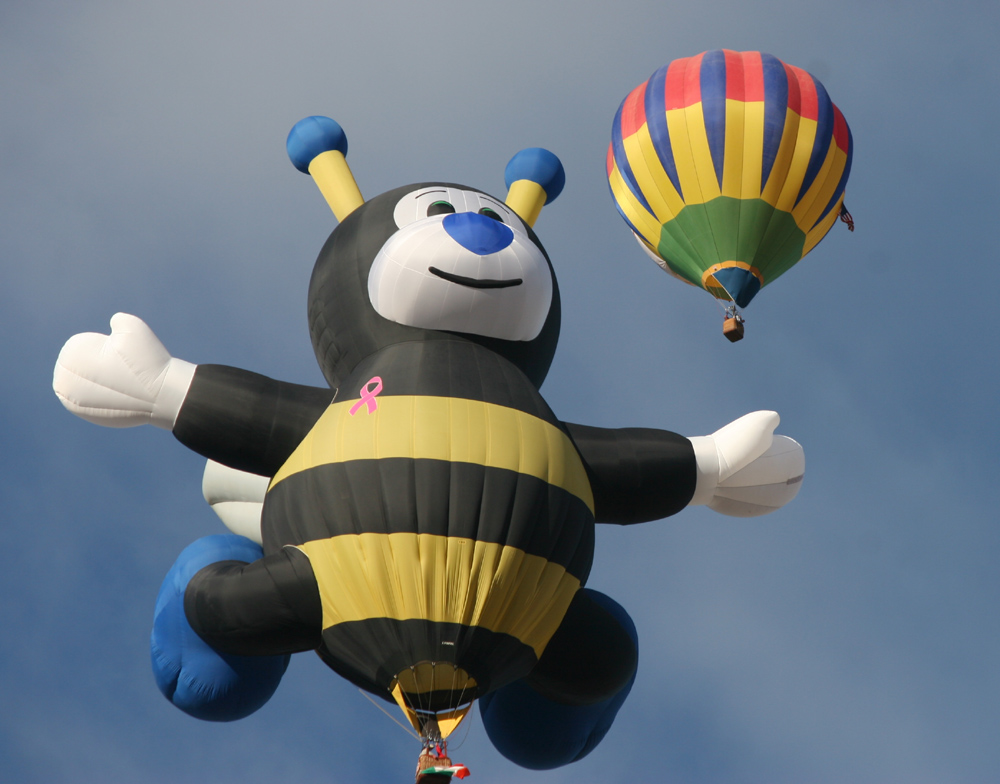
특수한 모양의 열기구

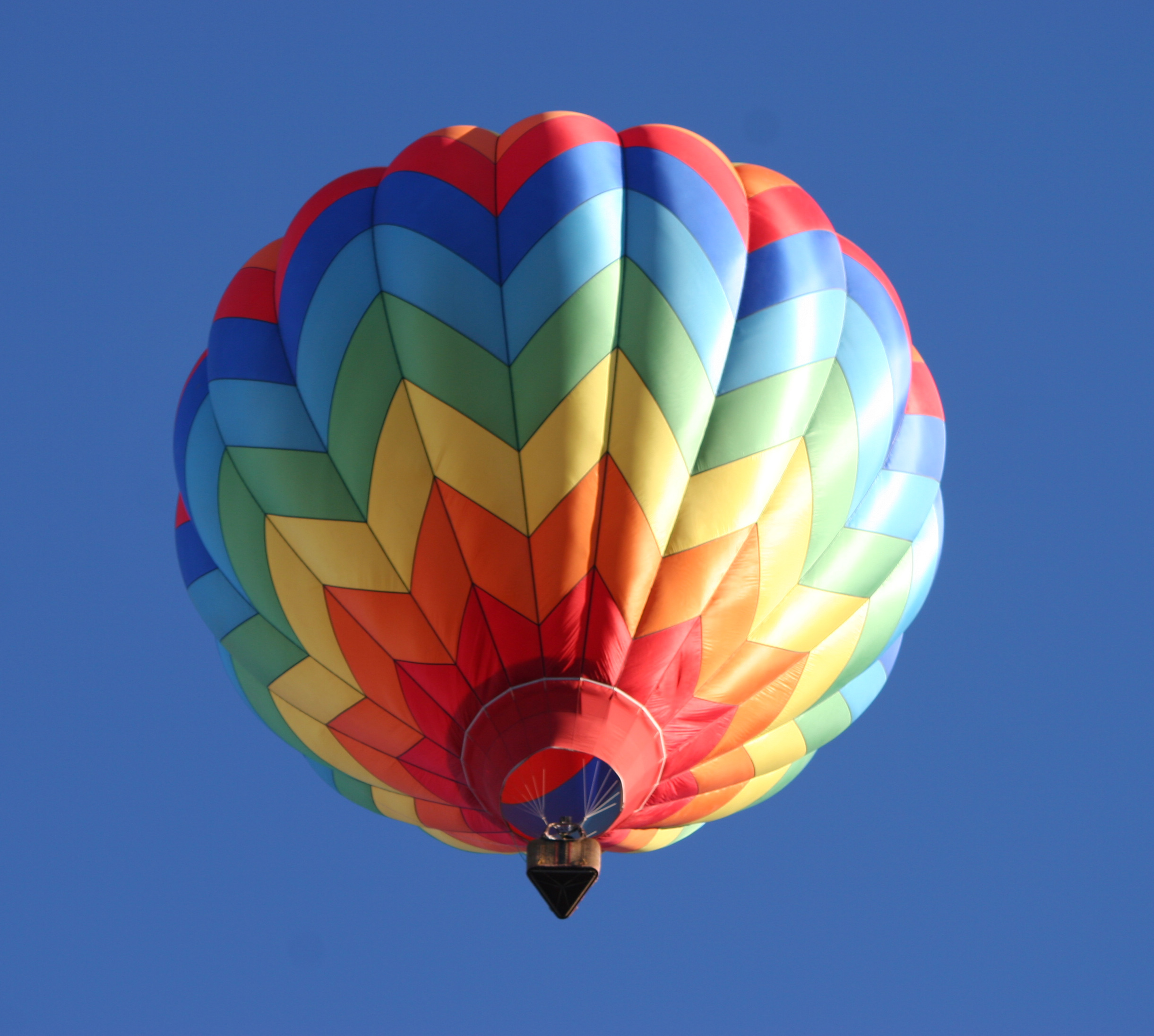
비행중인 열기구

## 주요행사
열기구 축제 기간중 가장 인기있는 프로그램은 아침 7시를 기해서 다수의 열기구가 집단으로 동시에 뜨는 매스어센션(Mass Ascension)이다. 수백개의 열기구가 이른 아침 리오그란데계곡(Rio Grande Valley)의 하늘을 장식하게 된다.
어린이에게 인기 있는 행사로는 특수한 형태로 만든 열기구만 함께 뜨는 특수형태의 벌룬 로데오(Special Shape Rodeo) 행사가 된다. 코카콜라 깡통 또는 동물모양으로 만든 벌룬을 위시해서 특수형태의 벌룬이 100여개가 함께 뜨는 행사이다. 저녁 해진뒤에 지상에서 하는 열기구를 부풀려 놓고 버너(Burner)불 밝히는 행사와 불꽃놀이 행사가 있고 수소가스 기구로 장거리 비행 경주를 하는 '아메리카의 도전'(America's Challenge)을 비롯하여 여러 가지 행사가 축제중에 열린다. 2012년 축제에서 '아메리카의 도전',가스 기구 장거리 비행 경주의 우승은 3일 간에 걸쳐 노스캐롤라이나주까지 2,623km(1,626마일)를 비행한 화이트(Cheri White)와 설리번(Mark Sullivan)에게 주어졌다.

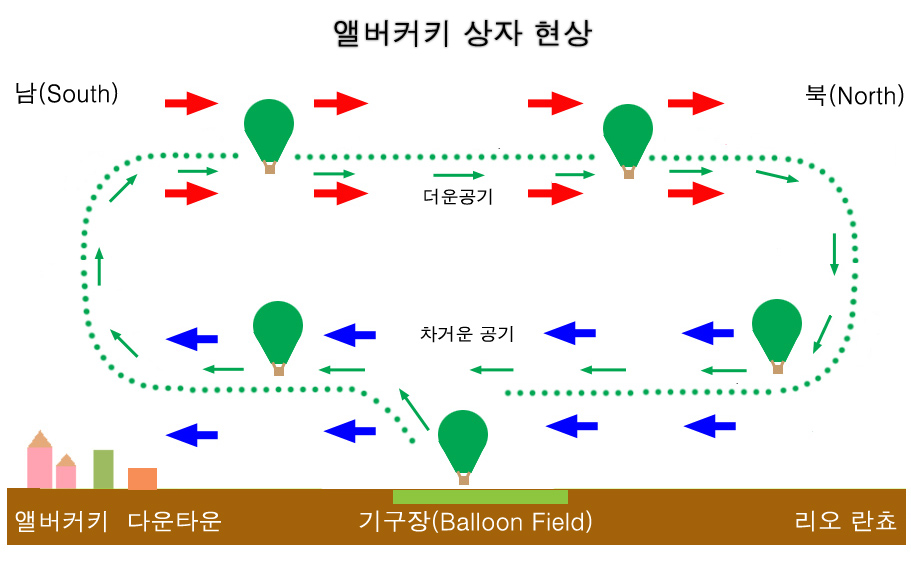
앨버커키 대류의 상자현상

## 지역사회에 미치는 영향
열기구 축제가 앨버커키 지역사회에 미치는 영향은 대단히 크다. 2009년도 통계를 보면 축제 참가자가 76만명이였고 이중 52만명은 타주에서 오거나 외국에서 온 관광객이었다. 축제로 인한 직접적인 경제적 효과는 1억6백만불 이었고 간접적 영향까지 합하면 2억5천5백만불의 경제적 효과를 주었다. 축제행사를 돕는 자원 봉사자는 약 1천명이 되고 추가로 열기구의 이착륙을 돕는 체이스(chase)대원 봉사자로 약 22천명이 동원된다.

## 상자현상
열기구는 상하수직 이동만이 조종사에 의해서 가능하며 수평 이동은 바람부는 방향에 따라 가게 되어 열기구가 뜬 다음 방향을 바꾸는 것은 불가능한 것이 일반적인 경우이다. 그러나 고도에 따라 바람의 방향이 반대로 분다면 열기구가 수직이동을 하여서 방향을 바꾸어 원 위치로 돌아 올수 있을 것이다.
앨버커키가 열기구 축제를 하기에 적합한 장소가 될 수 있었던 이유중의 하나가 이러한 대류현상이 이른 아침에 앨버커키에서 일어나기 때문이다. "앨버커키 상자" (Albuquerque Box) 라고 일컫는 이 현상은 리오그란데강이 흐르는 계곡과 그 옆에 있는 샌디아산의 지형적 여건으로 인해 생기는 특수한 대류현상이다. 이른 아침 찬공기가 계곡에 내려오면서 지표면의 공기의 흐름이 북에서 남으로 흐르게 된다. 그러나 높은 부분의 공기는 햇볕을 먼저 받아 지표면의 공기 보다 따뜻하며 남에서 북으로 부는 바람이 보통의 경우가 된다. 열기구 조종사는 지 표면에 가까운 낮은 고도를 유지하여 남으로 이동하다가 높은 고도로 올라가서 북쪽으로 수평 이동하고 다시 고도를 낮추어 남쪽으로 수평 이동하는 이런 반복을 하여 열기구는 출발 지점에서 멀리 떠 내려 가지 않고 원하는 지점을 택해서 착륙할 수도 있게된다. 아침 해가 떠 오르면 지표면의 공기가 따뜻해 저서 상자현상은 없어지고 지표면의 공기 흐름은 높은 고도의 흐름과 같아저 버린다. 열기구 축제의 대부분의 행사가 이른 새벽에 시작되는 이유중의 하나는 상자현상을 이용할 수 있는 시간이 이때 이기 때문이다.